# Geany
Geany là chương trình soạn thảo văn bản đa hệ sử dụng nền tảng GTK+ dựa trên Scintilla với Môi trường phát triển tích hợp (IDE) cơ bản. Nó được thiết kế giới hạn phụ thuộc vào các gói riêng lẻ để có thời gian nạp ngắn. Nó có mặt rộng rãi trên các hệ điều hành, như Windows, Linux, BSD và Solaris. Các ngôn ngữ lập trình được hỗ trợ (theo tài liệu) là C, Java, PHP, HTML, Python, Perl và Pascal.
Geany là một trong những trình soạn thảo đầy đủ chức năng cho Linux, vì các trình soạn thảo văn bản cho Linux thường có mức đơn giản tối đa. Nó gần giống với các trình soạn thảo văn bản cho Windows như NoteTab hoặc ConTEXT
Geany là phần mềm tự do được cấp theo giấy phép GNU GPL.

## Chức năng
- Tự động hoàn thành
- Hỗ trợ nhiều tài liệu
- Hỗ trợ dự án
- Tô sáng cú pháp
- Phân tách mã
- Danh sách các ký tự biểu tượng